# François Louis Jean-Joseph de Laborde de Méréville
Pour les articles homonymes, voir Famille de Laborde et de Laborde.
François Louis Jean-Joseph de Laborde (ou Laborde de Méréville), né en 1761, mort en 1802 à Londres, est un banquier de commerce et d’affaires, député du tiers état aux États généraux de 1789 et amateur de jardins français.

## Biographie

### Famille
Fils de Jean-Joseph de Laborde, l’un des plus opulents financiers des règnes de Louis XV et Louis XVI, enrichi par la traite négrière, et de Rosalie de Nettine (1737-1820), liée à une famille de banquiers attachés à la cour de l'empire d'Autriche, il porta le nom de « Méréville », d'après l’immense domaine du château de Méréville acquis, sous Louis XVI, par son père en Beauce.
Son frère, Alexandre Louis Joseph, marquis de Laborde est archéologue, auteur de nombreux ouvrages d'histoire, notamment sur l'art des jardins. il fut le père de Léon de Laborde, directeur des Archives de l'Empire, conservateur du Musée du Louvre, et député de Seine-et-Oise.
Sa sœur, Nathalie de Laborde, mariée à Charles de Noailles, duc de Mouchy, a été l'une des maîtresses de Chateaubriand.

### Engagements
Il participe à la guerre d'indépendance des États-Unis sous les ordres de Rochambeau. Il était cousin du prince de Poix et donc parent, par sa sœur Nathalie, du général La Fayette.
Il est procureur général et spécial de son père pour des habitations à Saint-Domingue. 
Membre en 1789 du comité des Trente qui se réunit chez Adrien Duport pour préparer l’élection des députés aux États généraux, il est élu député du Tiers d’Étampes.
Il entretient une relation avec Mlle Cabarrus - devenue la marquise de Fontenay - qui fut probablement sa maîtresse au début de la Révolution.
En 1792, il finance et organise la vente et le transport vers l’Angleterre d'une partie de la collection de tableaux des ducs d’Orléans, en rachetant celle-ci au banquier bruxellois Édouard de Walckiers pour la somme de près d'un million de francs, somme qu'il récupérera à Londres en revendant toutes les toiles sur le marché en 1798 à Michael Bryan pour £43 500.
En association avec les banquiers proches des politiques, Walter Boyd et William Ker, de la maison Boyd, Ker & Cie, rue de Grammont, il organise durant les troubles révolutionnaires le réseau de distribution d’argent qui touchera de plein fouet un certain nombre de conventionnels et d’administrateurs de la Commune de Paris. 
Il entre, après le 10 août 1792, dans la clandestinité contre-révolutionnaire, en relation avec Calonne, ancien ministre de Louis XVI, son oncle maternel.
C'est François Louis Jean-Joseph de Laborde qui installe Garat comme ministre de l'Intérieur ( Dominique Joseph Garat avait épousé Marie-Françoise Iriart, cousine germaine du banquier), puis qui finance la lutte des Exagérés contre la Convention et il finit par émigrer à Londres après mars 1793.

### Tentative de retour en France et mort
Le 6 messidor an III (24 juin 1795), il demanda sa radiation des listes d’émigrés. Sa mère, qui avait échappé à la guillotine au contraire de son père, l’aide à régulariser sa situation mais sans y parvenir. Il meurt en Grande-Bretagne en 1801, à l'abri du besoin .

## Sources
- « François Louis Jean-Joseph de Laborde de Méréville », dans Adolphe Robert et Gaston Cougny, Dictionnaire des parlementaires français, Edgar Bourloton, 1889-1891 [détail de l’édition]